# Ene Ergma
Ene Ergma (Rakvere, 29. veljače 1944.) estonska je političarka, zastupnica u Riigikogu (estonskom parlamentu) i znanstvenica. Bila je članica političke stranke Unija Pro Patria i Res Publica, a prije spajanja dviju stranaka bila je članica stranke Res Publica. Ergma je 1. lipnja 2016. najavila istupanje iz stranke jer je stranka izgubila identitet i postala populistička.

## Obrazovanje i znanstvena karijera
Ergma je stekla diplomu cum laude iz astronomije i doktorirala fiziku i matematiku na Moskovskom državnom sveučilištu Lomonosov, te doktorsku diplomu na Institutu za istraživanje svemira u Moskvi. Prije nego što se počela baviti politikom radila je kao profesorica astronomije na Sveučilištu u Tartuu, Estonija. Godine 1994. postala je članica je u Estonske akademije znanosti. Većina njezinih znanstvenih istraživanja provedena je na evoluciji kompaktnih objekata (kao što su bijeli patuljci i neutronske zvijezde), kao i na eksplozijama gama zraka.

## Politička karijera
Od ožujka 2003. do ožujka 2006. Ergma je bila predsjednica Riigikogu-a. Od ožujka 2006. do travnja 2007. bila je druga potpredsjednica Riigikogu-a. Dana 2. travnja 2007. ponovno je izabrana za predsjednicu Riigikogu-a i tu je dužnost zadržala do ožujka 2014.
Ergma je bila jedini kandidat u prvom krugu predsjedničkih izbora 2006. u Riigikoguu 28. kolovoza 2006. Skupila je 65 glasova, 3 glasa manje od najmanje 2/3 glasova Riigikogu-a potrebnih za izbor.
Natjecala se za predsjednicu Sveučilišta u Tartuu protiv s Volli Kalm i Birute Klaas, ali nije bila izabrana.
Predsjednica je Odbora za istraživanje svemira Riigikogu-a.